# Medal Jeńca Wojennego
Medal Jeńca Wojennego (ang. The Prisoner of War Medal) – medal Sił Zbrojnych Stanów Zjednoczonych, który został uchwalony przez Kongres Stanów Zjednoczonych w 10 rozdziale Kodeksu Stanów Zjednoczonych i zatwierdzony przez prezydenta Ronalda Reagana 8 listopada 1985 roku.
Medal Jeńca Wojennego może być przyznany każdej osobie, która była jeńcem wojennym po 5 kwietnia 1917 roku (data przystąpienia Stanów Zjednoczonych do I wojny światowej to 6 kwietnia). Przyznawany jest osobie, która została wzięta do niewoli podczas działań wojennych przeciwko wrogowi Stanów Zjednoczonych, uczestnicząc w operacjach wojskowych obejmujących strefę konfliktu z nieprzyjaznymi siłami zbrojnymi lub podczas służby w siłach zbrojnych zaprzyjaźnionego państwa zaangażowanego w konflikt zbrojny z siłami wrogimi wobec USA, w którym Stany Zjednoczone nie są stroną wojującą. Zgodnie z poprawką do 10 Rozdziału Kodeksu Stanów Zjednoczonych z 2013 roku medal przyznawany jest również za pobyt w niewoli w okolicznościach „które według zainteresowanego Sekretarza były porównywalne z okolicznościami, w jakich osoby były przetrzymywane w niewoli przez siły zbrojne wroga w okresie konfliktu zbrojnego”. Zachowanie osoby odznaczonej w niewoli musiało być honorowe.
Medal ten może zostać przyznany pośmiertnie i złożony na ręce krewnych odznaczonego, jednak nie można przyznać tej samej osobie więcej niż jednego Medalu Jeńca Wojennego. Powtórne nadania oznacza się wyłącznie poprzez umieszczenie pięcioramiennych gwiazd na wstążce medalu i baretce.